# Mateo Alemán
Mateo Alemán y de Enero (n. 1547, Sevilia - d. 1614?]) a fost prozator spaniol. Urmaș al unor evrei convertiți cu forța la romano-catolicism.

## Viața
După unii autori, provine dintr-o familie de evrei convertită la catolicism de teama Inchiziției.
În 1564 este absolvent al Universității de la Sevilia.
Își continuă studiile la Salamanca și Alcalá.
În perioada 1571 - 1588, deține un post în trezorerie.
În 1594 este arestat pentru o presupusă delapidare, ca la scurt timp să fie eliberat.
În 1571 se căsătorește cu Catalina de Espinosa, mariaj nefericit mai ales datorită dificultăților financiare, fiind arestat pentru datorii la Sevilia la sfârșitul anului 1602.
În 1608 emigrează în America de Nord și se stabilește în Mexic, unde lucrează la o tipografie.

## Opera

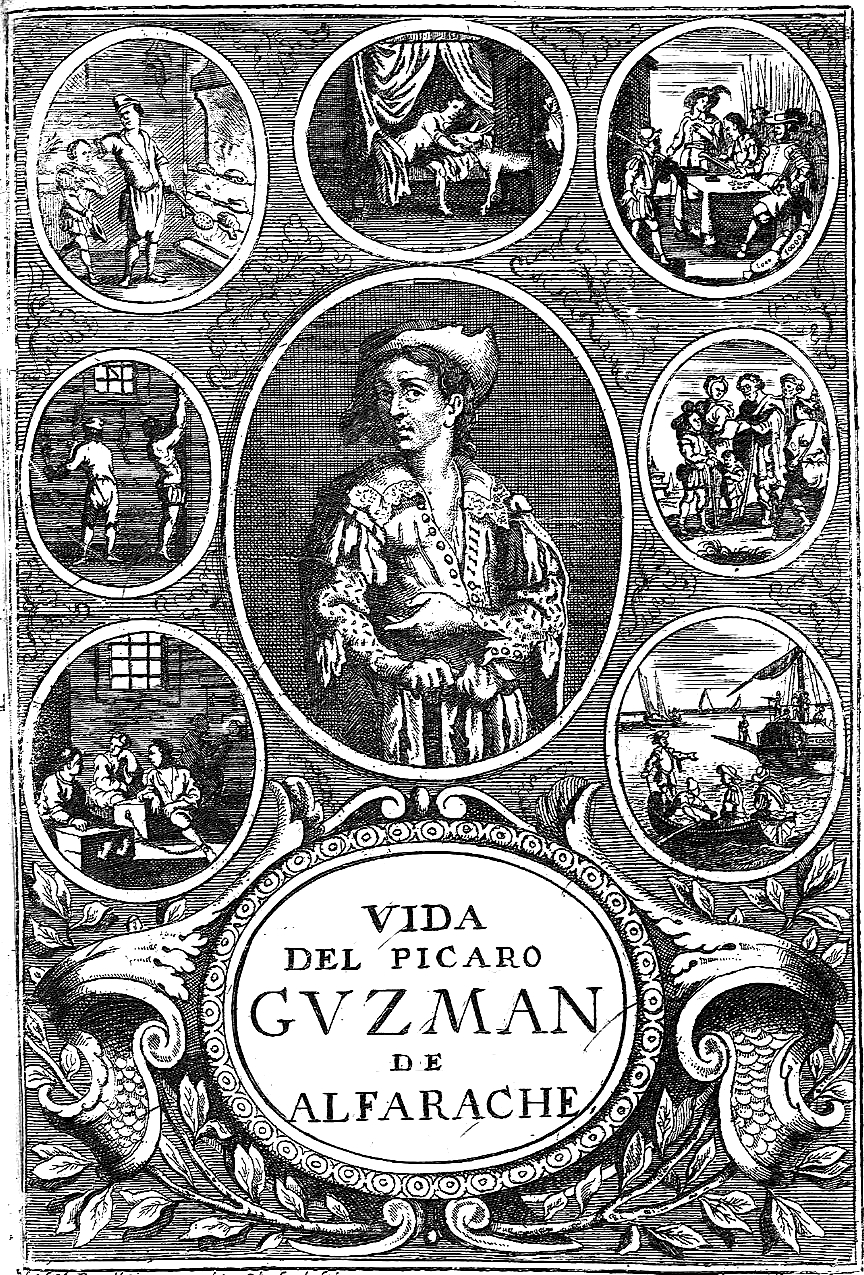
Guzmán de Alfarache, Anvers, 1681

- 1599: Viața lui Guzmán de Alfarache ("Vida del pícaro Guzmán de Alfarache") - roman picaresc, capodopera sa ce conține numeroase povestiri cu digresiuni moralizatoare. Se remarcă stilul precis și sobru și bogăția lexicală tipic renascentistă. A influențat evoluția romanului spaniol și european.
- 1609: Ortografie castelană ("Ortografía castellana") - lucrare prin care susținea ortografia fonetică în defavoarea celei etimologice.